# 髙橋俊人
髙橋 俊人（たかはし としんど、1898年8月4日 - 1976年1月13日）は日本の歌人、郷土史家。

## 経歴
神奈川県藤沢生まれ。東洋大学専門部倫理学東洋文学科卒業。埼玉県（浦和中学校）、三重県（桑名中学校、津高等女学校、富田中学校）、東京都（山脇学園）、神奈川県（藤沢中学校・高等学校）などの中学校・高等学校の教諭を歴任。
大正末年、若山牧水の短歌結社「創作」に参加。一方、1928年、埼玉県立浦和中学校の学生とともに「菁藻」を創刊（1942年「創作」に合併）、加藤克巳、常見千香夫らを育てた。
1952年には藤沢市を拠点に、平井啓朔、河口一紀らと「まゆみ」を創刊。そのかたわら、藤沢市の依嘱により郷土史研究に従事。「藤沢に縁ある文人たち」「湘南湮沈伝」「藤亭札記」「畊餘塾の諸先生」「毛利竹坡について」「渡辺伝七翁小伝」などの成果は、藤沢市図書館発行の「わが住む里」に発表された。また、郷土史研究の業績としては、四日市港を近代港湾にした功労者・稲葉三右衛門の生涯を描いた『筑港の偉傑 稲葉三右衛門』がある。
藤沢市の遊行寺（藤沢山無量光院清浄光寺）に「感傷も今宵はよろし開山忌 あがなひてもつ葡萄の房を」（『杖家集』所収）の歌碑がある。主な歌集に『寒食（かんじき）』『杖家集』『壺中天』。没後、随筆集「しろうるり」が編まれる。鎌倉市植木の久成寺に眠る。
植物育種学者の髙橋成人は長男。弟の髙橋希人、孫の髙橋みずほ、その夫の吉野裕之はいずれも歌人。

## 著書
- 歌集『寒食（かんじき）』 菁藻社、1934年
- 『短歌初歩』 菁藻社、1936年
- 『筑港の偉傑 稲葉三右衛門』 日本出版社〈近世日本興業偉人伝4〉、1943年
- 歌集『杖家集』 まゆみ社、1959年
- 歌集『壺中天』 まゆみ社、1972年　（歌集『壺中天』は歌集『清明集』と2冊セットになった書籍）